# Коронний трибунал

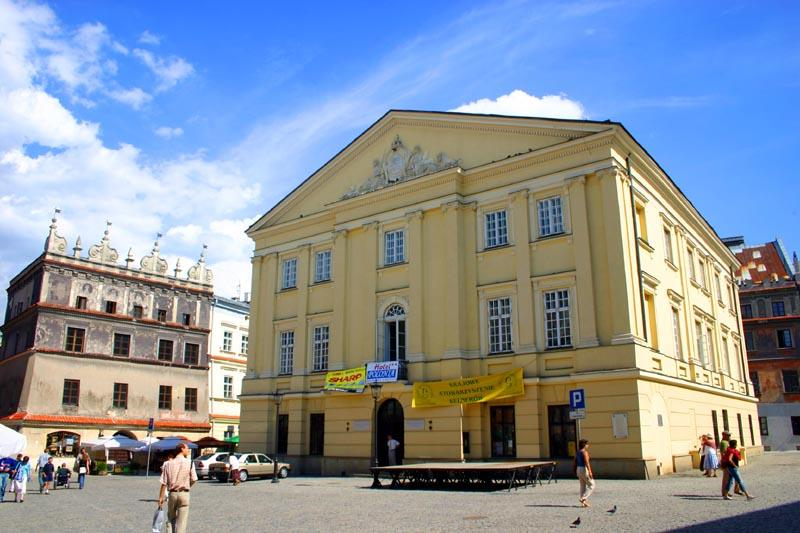
Трибунал коронний у Любліні

Трибун́ал кор́онний — найвища апеляційна інстанція для шляхетських судів у Польщі, утворена вальним сеймом у Варшаві 1578. Обмежив королівську юрисдикцію та розглядав апеляції від ґродських, земських і підкоморських судів.
Коронний трибунал складався з 27 суддів (депутатів), обираних шляхетськими воєводськими соймиками на 1 рік. Вони обирали собі очільника — маршалка. Коли однією стороною справи перед Коронним трибуналом були духовні особи, в розправі брали участь на рівній основі 6 духовних суддів, що їх обирали капітули, і 6 світських. На тому ж сеймі 1578 року утворено для українських земель Трибунал Луцький, a 1581 — для Литви Трибунал Головний Литовський.
Коронний трибунал збирався окремо для Великої Польщі у Пйотркуві і Познані, а для Малої — у Любліні й Львові. Від 1764 створено окремий Коронний трибунал для Малої Польщі в Любліні.
У 1581 році за зразком Коронного трибуналу було утворено Головний трибунал Великого князівства Литовського.
Нині під будівлею Коронного трибуналу починається створений у 2006 році туристичний Люблінський підземний маршрут, а у самій будівлі міститься відділ реєстрації актів цивільного стану.
З будівлею трибуналу пов'язана одна з найвідоміших люблінських легенд. Згідно легенди, у 1637 році тут відбувся «бісівський суд», який у справі бідної вдови та багатого шляхтича виніс справедливіше рішення, ніж підкупні судді. Доказом бісівського втручання є «чортова лапа», випалена на столі, що понині знаходиться в холі Люблінського музею, що у замку.